# Intrazellulärer Transport
Beim intrazellulären Transport werden Moleküle, Membranbestandteile und darin verankerte Proteine durch das Innere einer Zelle transportiert (in Abgrenzung zum Membrantransport und parazellulären Transport, bei denen Stoffe durch Biomembranen oder zwischen Zellen hindurch bewegt werden). Wasserlösliche Stoffe werden dabei in Vesikeln eingeschlossen, während Membranen und in ihnen verankerte Proteine selbst zu einem Teil der Vesikelhülle werden. Ein aktiver und gerichteter Transport wird dadurch erreicht, dass die Vesikel über Motorproteine, die an die Mikrotubuli des Zytoskeletts binden, an diesen entlang bewegt werden. Ihr Ziel können entweder andere Vesikel und Organellen, aber auch die äußere Zellmembran sein. Ein besonders eindrucksvolles Beispiel für intrazellulären Transport ist der axonale Transport in Neuronen.

## Vesikulärer intrazellulärer Transport

### Transport zwischen Organellen
Vesikulärer intrazellulärer Transport findet zwischen verschiedenen Zellorganellen statt. Besonders hervorzuheben sind hier das Endoplasmatische Retikulum (ER) und der Golgi-Apparat, aber auch Endosomen, Lysosomen und bestimmte Membranbestandteile wie z. B. die präsynaptische Membran. Als Beispiel wäre hier der Transport von Proteinen, die für die Sekretion vorgesehen sind, zu nennen: Diese werden zunächst in Vesikel verpackt, welche sich in Richtung des Golgi-Apparates bewegen. Hierbei kommt es jedoch vor, dass dies auch mit solchen Proteinen, die das ER nicht verlassen sollten, geschieht. Diese können anhand einer spezifischen Aminosäuresequenz (KDEL-Signalsequenz) von Rezeptoren erkannt und wieder zurücktransportiert werden.

### Aufnahme von Stoffen
Sollen Moleküle von außerhalb der Zelle aufgenommen werden, so findet der Prozess der Endozytose statt. Die hierbei entstandenen Transportvesikel verschmelzen nun zu Endosomen und gelangen, dem Verlauf der Mikrotubuli folgend, weiter ins Innere der Zelle, wo sie entweder mit Lysosomen verschmelzen, was den Abbau bzw. die Freisetzung der in ihnen enthaltenen Stoffe zur Folge hat, oder einige Vesikel spalten sich ab und erreichen wieder die Zellmembran, mit der sie erneut verschmelzen können.

### Abgabe von Stoffen
Der intrazelluläre Transport kann auch der Abgabe von Stoffen dienen: oft sind es hier Proteine, die im ER verpackt werden und dann über den Golgi-Apparat weiter zur Zellmembran gelangen, wo sie im Prozess der Exozytose in die Umgebung abgegeben werden. Die im ER selbst synthetisierten Proteine sind mit der Membran verbunden, weshalb sie in dem Prozess nicht freigesetzt, sondern in die Zellmembran eingelagert werden.
Auch Neurotransmitter werden intrazellulär in Vesikeln gespeichert und transportiert, um dann durch Exozytose in den synaptischen Spalt zu gelangen.

## Nicht-vesikulärer intrazellulärer Transport
In Abgrenzung zu dem für wasserlösliche Moleküle bzw. Proteine genutzten vesikulären Transport gibt es für hydrophobe Substanzen einen weiteren Mechanismus: Diese werden nicht in Vesikeln gespeichert, sondern binden an Proteine, welche Bindetaschen für sie aufweisen, selbst aber nach außen hin hydrophil sind und somit die Bewegung durch das Cytoplasma erleichtern, ähnlich wie Albumin es im Blut tut.